# Kusaiea frivola
Kusaiea frivola es una especie de molusco gasterópodo de la familia Euconulidae en el orden de los Stylommatophora.

## Distribución geográfica
Es endémica de Micronesia.